# Idiocera afghanica
Idiocera afghanica är en tvåvingeart som först beskrevs av Nielsen 1963.  Idiocera afghanica ingår i släktet Idiocera och familjen småharkrankar. Inga underarter finns listade i Catalogue of Life.